# Syndicat mixte Bizi Garbia
Le syndicat mixte Bizi Garbia est un ancien syndicat mixte sans fiscalité propre ayant pour compétence le traitement et la valorisation des déchets ménagers et assimilés, dans le Pays basque français. Il emploie 46 agents d'encadrement et de collecte en 2010, 42 employés de la fonction publique territoriale et 4 contractuels.
Il regroupe 11 communes (dont deux espagnoles) soit une population de 38 000 habitants permanents portée à plus de 100 000 en été.
Le syndicat a été dissous le 31 decembre 2016, à la suite de la création de l'agglomération unique basque. La collecte est assurée par la communauté d'agglomération et le traitement par Bil Ta Garbi.

## Historique
Le syndicat est créé en 1975 afin de gérer une décharge au lieu-dit la Fapa, à Saint-Jean-de-Luz. Cet équipement est remplacé en 1982 par le centre d'enfouissement technique de Saint-Pée-sur-Nivelle.
En 1997 le SIEDBN devient le syndicat de communes Bizi Garbia, avant de changer de nom en 2007 pour être renommé le syndicat mixte Bizi Garbia.
Le syndicat est dissous par arrêté préfectoral du 21 décembre 2016, avec effet au 26 décembre 2016, ses compétences étant reprises par la communauté d'agglomération du Pays Basque à compter du 1er janvier 2017.

## Équipements
- 12 benne à ordures ménagères ;
- 4 déchèteries sur le territoire, exploités par Veolia Propreté ;
- 3 plates-formes de broyage des déchets verts, à proximité des déchèteries ;
- un réseau de 94 points d'apport volontaire pour le tri sélectif (2012[1]) ;
- un centre de stockage des déchets ultimes (CSDU) à Zalagua, à Saint-Pée-sur-Nivelle, où se situe également le siège du syndicat ainsi que le dépôt des éboueurs.
- la collecte et le traitement / recyclage des déchets apportés dans les points d'apport volontaire sont assurées par diverses entreprises privées à la suite d'appels d'offres : Veolia Propreté, Suez Environnement.

## Entretien des installations
L'entretien des quelque 80 points d'apport volontaire est assuré par l'association d'insertion Adeli, qui emploie 40 personnes en réinsertion.

## Communes membres du syndicat
- l'agglomération Sud Pays basque : Saint-Jean-de-Luz, Ahetze, Arbonne, Ainhoa, Saint-Pée-sur-Nivelle et Sare ;
- la communauté de communes Errobi : Arcangues, Bassussarry ;
- l’agglomération Côte Basque-Adour : Bidart ;
- Espagne : Urdax et Zugarramurdi.